# 川勝傳
川勝 傳（かわかつ でん、1901年（明治34年）7月12日 - 1988年（昭和63年）4月23日）は、昭和初期から末期（1930年代 - 1980年代）の日本の経済人・経営者。元・南海電気鉄道会長。南海中興の祖と呼ばれる。

## 来歴
京都府船井郡富本村（のち八木町、現・南丹市）出身。1928年（昭和3年）、立命館大学経済学科卒業。電通へ入社。後同盟通信に転じ経済記者となる。1937年、同盟通信社内国経済部長ついで大日本紡績連合会理事・東京出張所長。寺田合名理事となり、後日本スピンドル製造の社長に就任。
相次ぐ事故で経営が傾いていた南海電気鉄道会長兼社長をはじめ、南海ホークスオーナー、南海建設（現・南海辰村建設）、南海不動産各会長などの南海グループ企業の他、日本民営鉄道協会会長、毎日放送監査役、桃山学院理事長など多くの要職を歴任。
また、古くから中国にも関心を抱き、1952年（昭和27年）に日中貿易促進会議結成に中心的役割を果たした。1950年代に開催された中日民間貿易協定の交渉には4度出席したほか、1957年（昭和32年）と1971年（昭和46年）には、関西財界代表団を組織して訪中、日本経済界と中国政財界との友好関係確立に大きく貢献したことで知られている。1983年立命館大学校友会会長。1985年（昭和60年）には財界人として初めて北朝鮮を訪問した。1988年（昭和63年）4月23日没、享年86。

## 人物
経済人として関西経済同友会の設立に参画した。1968年（昭和43年）10月から死去する1988年（昭和63年）4月まで南海ホークスのオーナー。野村克也を大事にしていた事でも有名である（なお、野村の愛人であった野村沙知代との公私混同を理由に、野村の解任を決定したのは、川勝である。その後、野村のホークス監督解任後も、個人的な親交が続いていた。野村克也の項目も参照）。晩年、難波再開発に絡み球団売却の話が出た時でも「俺の目の黒い内はホークスは絶対に売らん!!」と頑なまでに球団を保有し続けたが、ホークスは年間10億の赤字だった。このため、川勝の死去後球団はダイエーに身売りされた。
川勝は早くから日中国交回復をめざして日本共産党の野坂参三を囲む会に参加、「財界左派」と呼ばれた。
毎日放送社長・会長を務めた高橋信三とは親しい間柄であり、高橋の死去の際には友人代表として追悼の辞を述べている。
傳の長男・泰司は南海電鉄の社長、会長、相談役をそれぞれ歴任し、2023年5月12日に心不全のため死去した。ちなみに川勝家は2代つづきの南海電鉄社長を出したが、泰司が1953年に先に社員として入社し、その後1968年に外部から傳が社長に招かれた経緯もあるため、川勝家が南海の創業者一族やオーナーというわけではない。
趣味は旅行・読書。宗教は曹洞宗。住所は大阪府泉北郡高石町。

## 栄典
- 藍綬褒章 1963年
- 勲一等瑞宝章 1981年
- 交通文化賞（第29回） 1982年

## 家族・親族
川勝家
- 父・傳衛[1]
- 妻・芳子[2]
- 長男・泰司（南海電鉄顧問、1930年[2] - 2023年）
  - 同妻（内外除虫菊社長上山薫の三女[7]）

親戚
- 上山勘太郎（大日本除虫菊会長）
- 清滝幸次郎（池田銀行頭取）
- 錢高輝之（錢高組会長）
- 山口孫一（紀陽銀行頭取）
- 山田輝郎（ロート製薬会長）

## 関係著書
- 『混迷の世相を考える 川勝傳対談集』 川勝傳編、現代創造社、1975年
- 『私の履歴書 経済人17』 日本経済新聞社、1981年2月
- 『反骨と友愛 川勝傳、財界をゆく』 川勝傳講話、ブレーンセンター、1983年8月
- 『友好一路 わたしの「日中」回想記』 川勝傳著、（聞き手）小嶋康生、毎日新聞社、1985年11月
- 『激動の時代を生きる』 川勝傳著、後藤靖編、東洋経済新報社、1987年4月